# Kléberson Davide
Kléberson Davide, född 20 juli 1985, är en friidrottare från Brasilien. Han deltog vid olympiska sommarspelen 2008, olympiska sommarspelen 2012 och olympiska sommarspelen 2016.